# Уайт, Пол Дадли
Пол Дадли Уайт (англ. Paul Dudley White) — выдающийся американский кардиолог, родился 6 июня 1886 году, умер 31 октября 1973 года. Пол Уайт — автор двенадцати книг и более 700 научных статей. Его самый известный учебник «Болезни сердца», был впервые опубликован в 1931 году и стал классикой в кардиологии. Пол Уайт рассматривается большинством медицинских авторитетов, как основатель профилактической кардиологии.

## Из биографии
В 1911 окончил Гарвардскую медицинскую школу
28 июня 1924 женился на Ине Хелен Рид ("Ina Helen Reid"), социальной работнице, в дальнейшем они усыновили двух детей.
В 1924 году он был одним из основателей Американской Ассоциации Сердца, стал президентом этой организации в 1941 году.
В 1930 году вместе с Джоном Паркинсоном и Льюисом Вольфом описал заболевание, получившее название синдром Вольфа-Паркинсона-Уайта.
В 1935 году описал электрокардиографические изменения при развитии тромбоэмболии легочной артерии (признак Макгина-Уайта)
В 1950 году помог организовать первый Всемирный конгресс кардиологов в Париже, а в 1954 году председательствовал на втором Всемирном конгрессе в Вашингтоне.
В 1955 году был лечащим врачом президента США Дуайта Эйзенхауэра.
Приложил много усилий для создания Международного общества кардиологов.
14 сентября 1964 президент Линдон Джонсон наградил Пола Уайта Президентской медалью Свободы.

«Это обаятельный человек, и я горд тем, что он ко мне всегда проявляет симпатию. Познакомились мы осенью 1957 года в Москве, он приезжал тогда к нам впервые - с группой американских врачей, - был в Институте терапии (еще на Щипке), где я, с помощью И. И. Сперанского, рассказывал им о наших работах по атеросклерозу. Был он в клинике, где пожелал сделать обход и мельком выслушивал сердца больных, расспрашивал об их профессии и записывал (рабочий, инженер, студент, служит в министерстве, инвалид и т. д.). Уайта поразило столь значительное преобладание женщин среди наших врачей; он сказал потом, что сперва принял их за сестер или нянь. (...) Миссис Уайт выделялась среди них: было видно, что в молодости она была красавицей в стиле английских портретов; она всегда представлялась мне очень симпатичной и несколько восторженной, гордой за своего славного мужа, притом подлинно культурной, с любовью к серьезной музыке, жадным интересом к странам и людям, которые ей приходилось на своем веку изучать в связи с постоянными путешествиями непоседливого, живого Пола Уайта», — вспоминает  А. Л. Мясников.